# Technische Atmosphäre

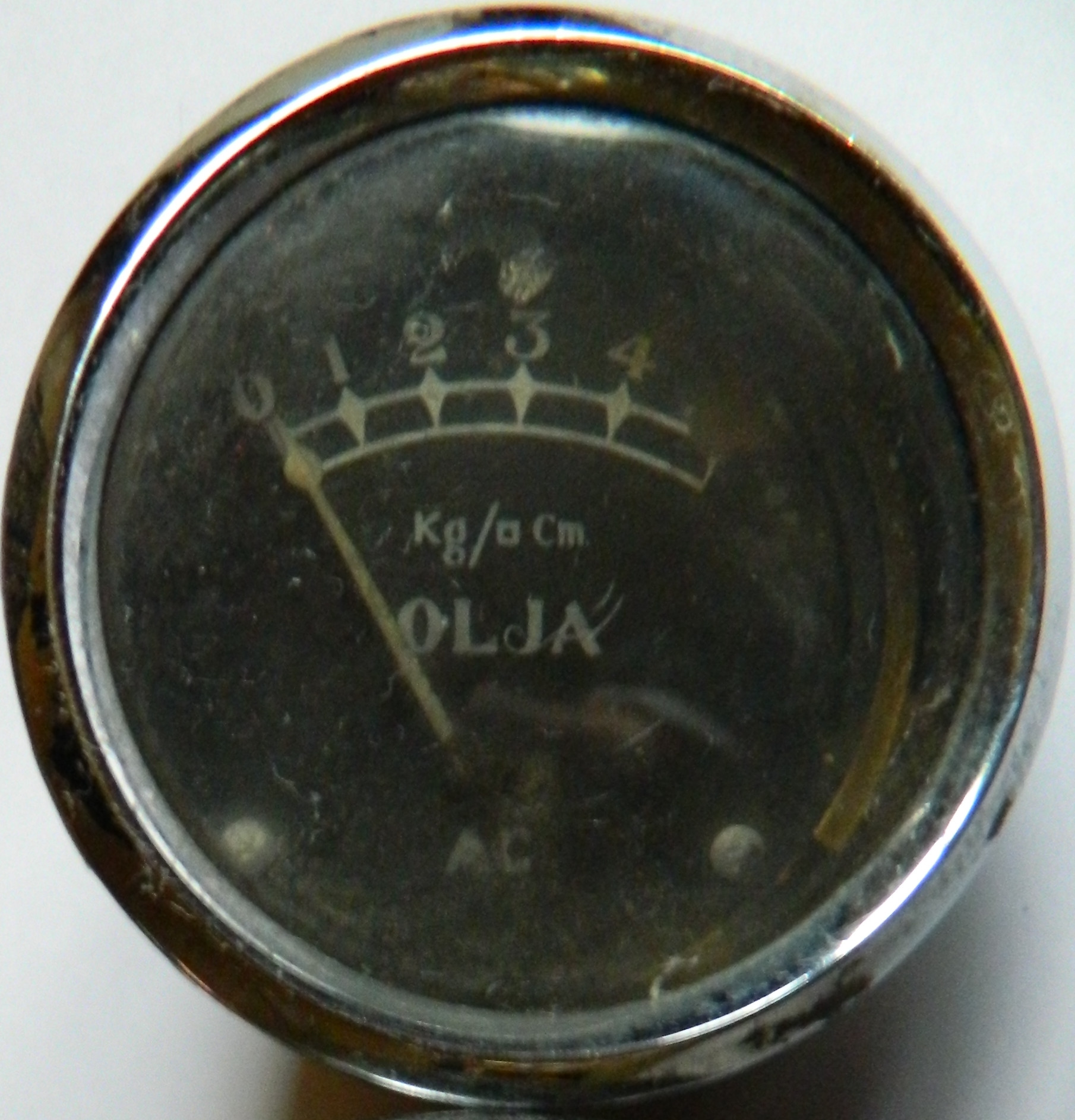
Druckanzeige mit Skalierung in technischen Atmosphären, geschrieben als Kg/◻Cm

Die Technische Atmosphäre (Einheitenzeichen at) ist eine nicht SI-konforme Einheit des Drucks. Sie ist seit dem 1. Januar 1978 in Deutschland für die Angabe des Drucks nicht mehr zulässig.

## Definition
Die technische Atmosphäre wurde definiert als der Druck, den eine Kraft von einem Kilopond (1 kp = Gewichtskraft  von einem Kilogramm) auf eine Fläche von einem Quadratzentimeter ausübt:
{\displaystyle \mathrm {1\;at=1\;{\frac {kp}{cm^{2}}}} =1\;{\frac {\mathrm {kg} \cdot g}{\mathrm {cm} ^{2}}}.}
Mit der Normfallbeschleunigung g = 9,80665 m/s2 ist ergibt sich die Umrechnung:
1 at = 9,806 65 N/cm2

= 98 066,5 Pa

= 0,980 665 bar.
Anstelle der technischen Atmosphäre wurde im technischen Bereich auch die ähnlich definierte Einheit Meter Wassersäule (mWS) verwendet. Mit der Festlegung {\displaystyle \rho } = 1 g/cm3 für die Dichte des Wassers hat eine Wassersäule mit 1 cm2 Grundfläche und einer Höhe von 10 m eine Masse von 1 kg. Somit gilt:
1 at = 10 mWS

## Geschichte
Das Wort Atmosphäre bezeichnet im naturwissenschaftlichen Zusammenhang die gasförmige Hülle um Himmelskörper, insbesondere die Erdatmosphäre. Diese lastet auf der Erdoberfläche und erzeugt einen Druck. Als Standard-Atmosphärendruck (101,325 kPa) wurde der mittlere in Höhe des Meeresspiegels herrschende Luftdruck festgelegt und 1954 als Maßeinheit „physikalische Atmosphäre“ definiert.
Um mit der Krafteinheit Kilopond, die bis in die 1970er Jahre üblich war, zu einem glatten Umrechnungsfaktor zu kommen, wurde die technische Atmosphäre als weitere Druckeinheit festgelegt, die von der physikalischen Atmosphäre um etwa 3 % abweicht.
Mit der Umstellung auf das Internationale Einheitensystem (SI) wurde beide Einheiten (physikalische und technische Atmosphäre) durch die Einheit Pascal (Pa) abgelöst sowie durch die Nicht-SI-Einheit Bar, die 105 Pa entspricht und von den beiden alten Einheiten jeweils um weniger als 2 % abweicht.

## Bezeichnungen
Anders als bei den Einheiten des internationalen Einheitensystems war es bei der technischen Atmosphäre üblich, im Einheitenzeichen anzugeben, um welche Art von Druckangabe es sich fallweise handelt. Dem Einheitenzeichen wurde dann ein Suffix a, ü oder u angehängt:
- ata: absoluter Druck in at, gezählt ab Druck im luftleeren Raum
- atü: Überdruck in at, gezählt ab Druck der umgebenden Luft
- atu: Unterdruck in at, gezählt ab Druck der umgebenden Luft.

Die Einheit atü (für „Atmosphären-Überdruck“) fand sich z. B. auf den Reifendruckfüllgeräten an Tankstellen. Da der PKW-Reifen das Fahrzeug nur tragen kann, wenn der Reifen einen höheren Druck als der Umgebungsdruck (≈ 1 ata) aufweist, messen Reifendruckfüllgeräte die Druckdifferenz zum Umgebungsdruck und nicht den Absolutdruck.